# Oswald Bumke
Oswald Bumke (* 25. September 1877 in Stolp, Provinz Pommern; † 5. Januar 1950  Anm. in München) war ein deutscher Psychiater und Neurologe. Seine Hand- und Lehrbücher fanden weltweite Verbreitung.
In einer erfolgreichen und raschen Karriere wurde er, nach Lehrstühlen in Rostock (1914), Breslau (1916) und Leipzig (1921), 1924 Nachfolger Kraepelins auf dem Psychiatrie-Lehrstuhl in München. In den Jahren 1928/1929 war er Rektor der Universität München und für 22 Jahre leitete er die Münchner Nervenklinik.

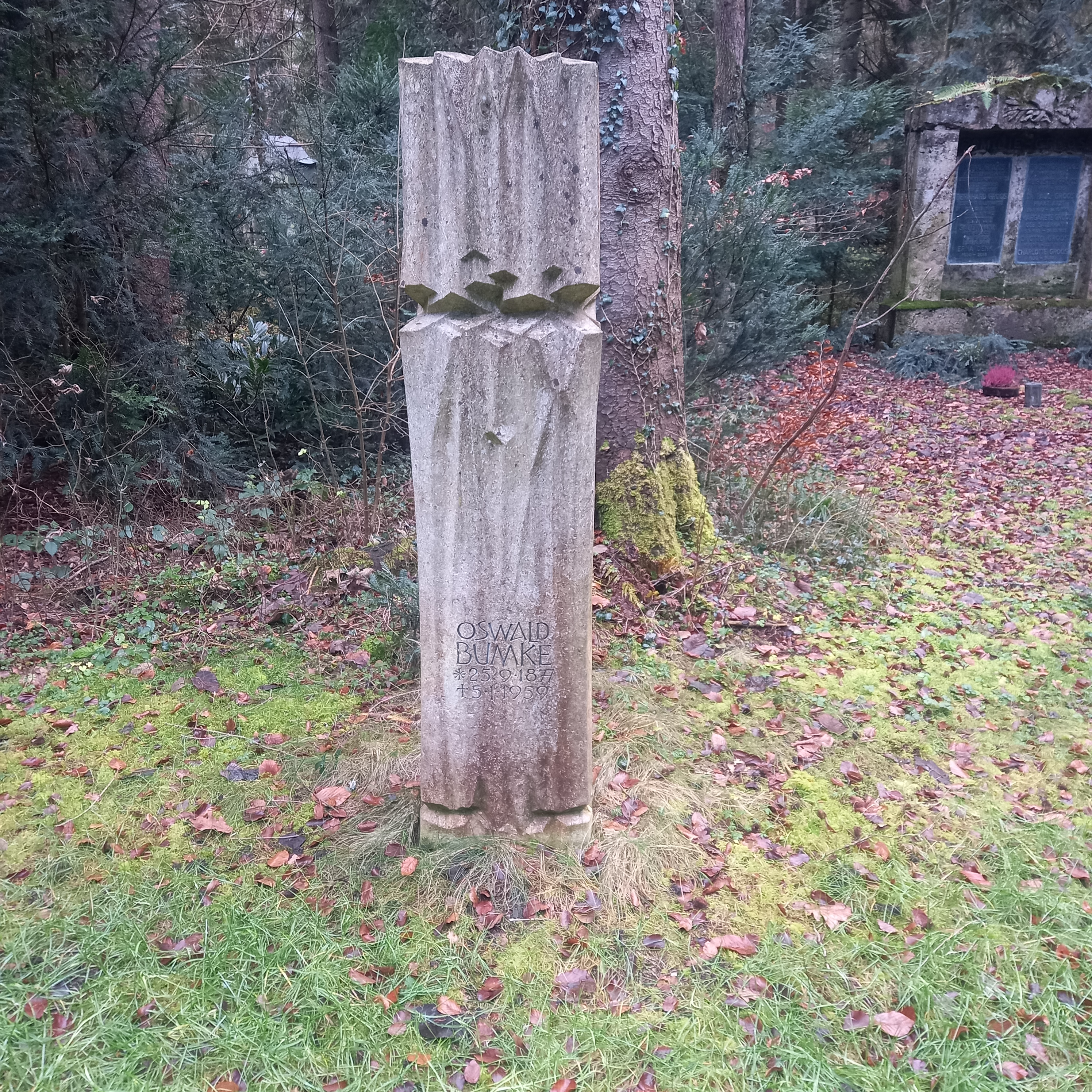
Das Grab von Oswald Bumke auf dem Waldfriedhof (München)

## Familie
Oswald Bumkes Eltern entstammten dem Bürgertum. Sein Vater Albert (1843–1892) war Sohn eines Brauers, seine Mutter Emma (1850–1914) Tochter des Stolper Fabrikbesitzers Karl Westphal. Bumkes Vater war Arzt und Assistent bei Rudolf Virchow, verfolgte aber keine wissenschaftliche Laufbahn und starb, als Bumke 15 Jahre alt war. Einer seiner drei Brüder wurde ohne linke Hand geboren und starb früh bei einem Badeunfall, der älteste war der spätere Richter und Politiker Siegfried Bumke und ein weiterer der Reichsgerichtspräsident Erwin Bumke.

## Leben

### Frühe Karriere
Oswald Bumke studierte an den Universitäten von Freiburg und Leipzig und war vorübergehend von dem wissenschaftlichen Materialismus Rudolf Leuckarts beeindruckt. Er setzte seine Studien an den Universitäten München und Halle an der Saale fort. In Halle wurde Karl Joseph Eberth, der Entdecker des Typhuserregers, sein Doktorvater. Bumke wählte als Thema eine Untersuchung Über eine Ruptur der aufsteigenden Aorta. Am 1. August 1901 wurde er Assistent an der Psychiatrischen und Nervenklinik der Universität Freiburg unter Alfred Hoche und arbeitete, nachdem er sich dort 1904 mit der Arbeit Die Pupillenstörungen bei Geistes- und Nervenkrankheiten habilitiert hatte, von 1906 bis 1913 dort als Oberarzt. Als Neurologe versuchte Bumke aus der Pupillenunruhe auf den psychischen Zustand zu schließen. Auf diesem Gebiet verfasste er zahlreiche Arbeiten, so etwa seinen Moskauer Vortrag Über die materiellen Grundlagen der Bewußtseinserscheinungen (1923) oder sein Alterswerk Gedanken über die Seele (1941).

### Lehrstuhlinhaber in Rostock, Breslau und Leipzig
Sein erstes Ordinariat hatte Bumke in Rostock inne, wo er von 1914 bis 1916 arbeitete. Bumke war mit den dortigen Verhältnissen äußerst unzufrieden und bezeichnete sie als korrupt und rückständig. Im Jahre 1916 wurde er Nachfolger Alzheimers in Breslau. 1918 erhielt Bumke einen Ruf nach Heidelberg, lehnte aber ab, da Ludolf von Krehl ihm nicht den Fachbereich der Neurologie zugestehen wollte. Vom 1. April 1921 bis 1924 war er in Leipzig tätig, wo er als Ordinarius für Psychiatrie und Neurologie von Paul Flechsig eine Psychiatrie übernahm, die von einem „Verließ, Zellen, Gittern, Zwangsjacken, Hängematten und immer noch Angst vor den Kranken“ geprägt gewesen sei. Der Umbau, meinte er, sei ihm geglückt, doch die äußeren Bedingungen zu ändern sei viel leichter gewesen, als das Pflegepersonal umzuerziehen.

### Konsilium in Moskau
Ab März 1923 hielt er sich für sieben Wochen bei dem erkrankten Lenin in Moskau auf. Mit ihm wurden andere Ärzte an Lenins Krankenbett gerufen, die damals als herausragende Experten galten: Max Nonne (Hamburg), Adolf von Strümpell (Leipzig), Oskar Minkowski, Otfrid Foerster (beide aus Breslau) und Solomon Henschen (Schweden). Der Aufenthalt war ursprünglich auf drei Tage berechnet, Bumke forderte man auf, sieben Wochen zu bleiben, Foerster viele Monate. Die deutsche Regierung und der Botschafter in Moskau Ulrich Graf von Brockdorff-Rantzau förderten den Besuch aus politischen Interessen heraus nach Kräften. Bumke machte in Moskau die Bekanntschaft Leo Trotzkis und Karl Radeks, die er als Menschen mit Format bezeichnete. Nikolai Iwanowitsch Bucharin galt ihm damals als der Gegenspieler Trotzkis und Lenins.

### München
Am 1. April 1924 übernahm er als Nachfolger von Emil Kraepelin die Professur für Psychiatrie und die Leitung der von diesem begründeten Klinik an der Universität München. In der damaligen Fachwelt stieß die Tatsache, dass damit kein Schüler Kraepelins berufen wurde, teilweise auf Unverständnis. Bumke trat damit auch kein leichtes Erbe an, da Kraepelin, der München zum Zentrum der deutschen Psychiatrie gemacht hatte, noch lebte und Bumke zudem versuchte, andere Ideen durchzusetzen. Kraepelin hatte, um der Überbewertung der Anatomie und Physiologie entgegenzuwirken, seinen Schwerpunkt auf die psychologische Forschung und die experimentelle Psychologie gelegt. Bumke versuchte beide Richtungen gleichermaßen zu ihrem Recht kommen zu lassen und verdeutlichte den neuen Kurs durch die Umbenennung der Universitätsklinik in „Psychiatrische und Nervenklinik der Universität München.“
Für das akademische Jahr 1928/29 wurde er zum Rektor der Universität München gewählt. Das Klima innerhalb der Universität war zu dieser Zeit schon durch politische Kämpfe und Intrigen vergiftet. Eine der für ihn abgegebenen Stimmen war mit „Mich dünkt, die alma mater braucht längst einen Psychiater“ betitelt. Von 1929 bis 1933 war Bumke Vorstandsmitglied im Verband der Deutschen Hochschulen, bis dieser aufgelöst wurde. Während seiner Zeit in München (1931) gab er zusammen mit anderen ein Handwörterbuch zum Thema Psychohygiene und psychiatrische Fürsorge heraus.
1934 starb seine Frau Hedwig, geborene Burckart, eine der ersten deutschen Ärztinnen, die er in Freiburg kennengelernt hatte. Im Jahr 1936 wurde er zum Mitglied der Leopoldina gewählt.
In der Zeit des Nationalsozialismus war Bumke förderndes Mitglied der SS und gehörte dem NS-Lehrerbund an.  1939 wurde er als Psychiater gerufen, um den Hitler-Attentäter Georg Elser fachlich zu begutachten. Ab 1940 war er beratender Militärpsychiater im Wehrkreis VII Süd-Bayern mit Sitz in München. Im August 1942 ernannte ihn Adolf Hitler zum außerordentlichen Mitglied des wissenschaftlichen Senats des Heeressanitätswesens. Seit 1944 gehörte Bumke dem wissenschaftlichen Beirat Karl Brandts an, der zum Generalkommissar für das Gesundheitswesen aufgestiegen war. Brandt wurde wegen der Tötung von Geisteskranken bei der Aktion T4 im Nürnberger Ärzteprozess zum Tode verurteilt.
1946 wurde Bumke vom Amt suspendiert. 1947 folgte seine Wiedereinsetzung und Emeritierung.

## Person und Werk
Bumke galt als versierter Redner und Dozent. Neben einer starken wissenschaftlichen Schwerpunktsetzung auf die Neurologie befasste sich Bumke mit Grenzfragen zwischen Medizin und Gesellschaft. Noch bis kurz vor seinem Tode hielt er Vorlesungen über psychiatrische Grenzfragen im überfüllten anatomischen Hörsaal seiner Universität. In seiner Schrift über „Kultur und Entartung“ (1912/1922) kritisierte er Vorstellungen über vermeintliche Degenerationserscheinungen in Medizin und Gesellschaft. In einer Kontroverse mit Sigmund Freud trat Bumke für die Einheit der Seele mit allen ihren Äußerungen ein. Als Unitarier meinte er, die Seele sei nicht geteilt zwischen Ich, Über-Ich und Es. Er wandte sich gegen die seiner Ansicht nach wirklichkeitsferne Laboratoriums-Psychologie und gegen alle modernen „Hirn- und Libido-Mythologien“. Er verfasste auch ein „Lehrbuch der Geisteskrankheiten“.
Bumke war zum Rektor der Universität gewählt worden, Schriftleiter des Archivs für Psychiatrie und als Nachfolger Friedrich von Müllers Vorsitzender des Herausgeberkollegiums der Münchner Medizinischen Wochenschrift. Bumke verkehrte mit der gesellschaftlichen und künstlerischen Elite seiner Zeit und zeigte sich selbst künstlerisch interessiert. So sammelte er etwa Werke von Carl Spitzweg. Für ein repräsentatives Porträt im Münchner Rektorenornat stand Bumke dem Maler Karl Bauer Modell.

## Ehrungen
Im Jahr 1942 erhielt er die Goethe-Medaille für Kunst und Wissenschaft.

## Veröffentlichungen (Auswahl)
- Die Pupillenstörungen bei Geistes- und Nervenkrankheiten. Gustav Fischer, Jena 1904, (Digitalisat).
- Über nervöse Entartung (= Monographien aus dem Gesamtgebiete der Neurologie und Psychiatrie. 1, ISSN 0376-0464). Springer, Berlin 1912, (siehe hierzu auch: Degeneration).
- Die Diagnose der Geisteskrankheiten. Bergmann, Wiesbaden 1919, (Digitalisat; spätere Auflagen als: Lehrbuch der Geisteskrankheiten.).
- Das Unterbewusstsein. Eine Kritik. Öffentliche Antrittsvorlesung gehalten am 20. Juli 1921 in der Aula der Universität Leipzig. Springer, Berlin 1922.
- als Herausgeber: Handbuch der Geisteskrankheiten. 11 Bände. Springer, Berlin 1928–1932.
- An den Grenzen der Psychiatrie. Springer, Berlin 1929.
- als Mitarbeiter und Herausgeber mit Gustav Kolb; Hans Roemer und Eugen Kahn: Handwörterbuch der psychischen Hygiene und der psychiatrischen Fürsorge. De Gruyter, Berlin 1931 (erschienen 1930).
- Die Psychoanalyse. Eine Kritik. Springer, Berlin 1931.
- Unterbrechung der Schwangerschaft aus medizinischen Gründen bei Geistes- und Nervenkranken. In: Richtlinien für Schwangerschaftsunterbrechung und Unfruchtbarmachung aus gesundheitlichen Gründen. Herausgegeben von der Reichsärztekammer. Bearbeitet von Hans Stadler. Lehmann, München 1936, S. 125–130, (Digitalisat).
- Der Staat und die Geisteskrankheiten. In: Oswald Bumke (Hrsg.): Handbuch der Geisteskrankheiten. Ergänzungsband Teil 1. Springer, Berlin 1939, S. 280–305, doi:10.1007/978-3-642-47333-3_5.
- Gedanken über die Seele. Springer, Berlin 1941.
- Erinnerungen und Betrachtungen. Der Weg eines deutschen Psychiaters. Mit einer Aphorismen-Sammlung. [Herausgegeben von Walther Gerlach]. Pflaum, München 1952.